# Polypaecilum botryoides
Polypaecilum botryoides är en svampart som först beskrevs av F.T. Brooks & Hansf., och fick sitt nu gällande namn av V. Rao & de Hoog 1975. Polypaecilum botryoides ingår i släktet Polypaecilum och familjen Thermoascaceae.   Inga underarter finns listade i Catalogue of Life.